# اتحادیه آهنگسازان ارمنستان
اتحادیه آهنگسازان ارمنستان (ارمنی: Հայաստանի Կոմպոզիտորների Միություն) یک سازمان غیردولتی در می‌باشد که آهنگسازان و موسیقی‌شناسان حرفه‌ای را در ارمنستان متحد و رسماً نمایندگی می‌کند. این اتحادیه در سال ۱۹۳۲ بنیانگذاری شد و هم‌اکنون ریاست این اتحادیه را آرام ساتیان برعهده دارد که در سال ۲۰۱۳ جانشین روبرت امیرخانیان شد.